# Tettigonia ambigua
Tettigonia ambigua är en insektsart som beskrevs av Perroud et Montrouzier 1864. Tettigonia ambigua ingår i släktet Tettigonia och familjen dvärgstritar. Inga underarter finns listade i Catalogue of Life.